# Goupilictis
Goupilictis — вимерлий рід хижих ссавців з родини амфіціонових. Goupilictis жив у олігоцені й міоцені, приблизно 28.4–5.332 мільйона років тому. Скам'янілості знайдено у Франції, Німеччині й Україні.